# Jasminum grandiflorum
Jasminum grandiflorum is een soort uit de olijffamilie (Oleaceae). Het is een groenblijvende of bladverliezende struik. De struik kan 2 tot 4 meter hoog worden. De bladeren zijn tegenoverstaand en hebben een lengte van 5 tot 12 centimeter lang. De bladeren zijn geveerd en bestaan uit vijf tot elf blaadjes. De witte bloemen zijn zoetgeurend.
De soort komt voor in Afrika, waar hij voorkomt van Eritrea tot in Rwanda. Verder komt de soort voor in Azië van het Arabisch Schiereiland en Pakistan tot in zuidelijk Centraal-China.
Uit de bloemen wordt een etherische olie, een absolue en een concrète (wasachtige vaste stof uit de etherische olie) gewonnen. Deze jasmijnolie heeft medicinale werkingen. Ook de bloemen, bladeren en het plantensap worden voor verschillende medicinale doeleinden gebruikt. 
De uit de bloemen verkregen concrète is een geelachtige tot roodachtige oranjebruine wasachtige vaste stof. Deze concrète wordt verkregen door middel van oplosmiddelextractie, waarbij petroleumether, hexaan of vloeibare koolstofdioxide wordt gebruikt. De absolue is een donker oranje-bruine stroperige vloeistof, die naarmate deze ouder wordt donkerder kleurt tot roodbruin of zelfs dieprood. De geur is intens bloemig, warm, rijk, zeer diffuus, met een eigenaardige wasachtige-kruidachtige olie-fruitige en thee-achtige ondertoon. Deze absolue wordt gebruikt in verschillende parfums.
Uit de bloemen wordt ook een Attar gewonnen, deze wordt bereid door waterdestillatie van de bloemen, waarna het distillaat vermengd wordt met een basisolie zoals sandelhoutolie. Geparfumeerde oliën worden geproduceerd door de bloemen te trekken in hete sesam- of arachideolie. De concrète wordt gebruikt in zepen en als fixatief in parfums.